# Serrat de les Llenties
El Serrat de les Llenties és una serra situada al municipi d'Olivella (Garraf), amb una elevació màxima de 269 metres.